# Bjarne Riis
Bjarne Lykkegård Riis (født 3. april 1964 i Herning) er en dansk tidligere cykelrytter og vinder af blandt andet Tour de France 1996. Efter egen karriere som cykelrytter var han, gennem selskabet Riis Cycling A/S, ejer og leder af det succesrige danske cykelhold, der gik under sponsornavne som Team CSC-Tiscali, Team Saxobank m.fl., senest som Team Tinkoff. Dette hold vandt Tour de France i 2008 og 2010 samt adskillige etapesejre over flere sæsoner og en samlet 2. plads i 2009. Riis' cykelhold var på den tid blandt de allerbedste i verden, hvor holdet vandt den såkaldte Pro Tour i 2005, 2006 og 2007 og igen i 2010.  
Riis er per 2023 ikke længere aktiv i cykelsport. Riis og familien flyttede i 2. halvår 2023 hjem til Danmark, efter 17 år i Schweiz, hvor de bosatte sig i Vejle.
Riis har tilnavnet Ørnen fra Herning.

## Karriere som cykelrytter

### Drengeårene i Herning Cykelklub
Bjarne Riis begyndte at cykle i Randers Cykleklub af 1910 (RC 1910) og kom senere til Herning Cykel Klub. Riis viste stort talent og blev uofficiel drenge-verdensmester. Riis vandt det danske juniormesterskab i holdløb i 1981 og 1982 med Herning Cykel Klub, og i 1985 vandt han DM i 100 km holdløb sammen med Alex Pedersen, Per Pedersen og Brian Sørensen fra Herning Cykel Klub, som blev hans bedste resultat i amatørkarrieren.

### Tidlig karriere som hjælperytter
I 1985 kørte Riis til Luxembourg i en rød Ford Taunus sammen med barndomsvennen og holdkammeraten Per Pedersen for at blive professionelle cykelryttere. Året efter, i 1986, skrev Riis kontrakt med det belgiske hold Lucas, hvor lønnen var 6.000 kroner om måneden. De første år var hårde og lønnen lav. I vintermånederne supplerede Riis indtægten som hjælperytter med et arbejde som postbud i Luxemburg, og mens han i 1988 kørte for Toshiba-holdet, var han tæt på at tage hjem til Herning. Efter et par år, hvor der ikke rigtig kom gang i karrieren overvejede Bjarne Riis helt at stoppe som professionel cykelrytter. Men Laurent Fignon fik øje på den danske cykelrytter og fik ham flyttet over på sit hold Castorama. Her blomstrede Bjarne Riis op som Laurent Fignons foretrukne hjælperytter, og en etapesejr i Giro d’Italia fik ham frem i rampelyset. I 1989 vandt Riis 9. etape i Giro Italia.

### På vej op
I 1992 fik Rolf Sørensen Bjarne Riis over på det italienske hold Ceramiche Ariostea med Giancarlo Ferretti som sportsdirektør. Bjarne Riis' navn blev kendt indenfor den internationale cykelsport, da han under Tour de France i 1993 vandt 7. etape fra Lac De Madine til Châlons-sur-Marne. Han erobrede også den prikkede bjergtrøje, men måtte aflevere den næste dag efter 8. etape. Tidligere i 1993-sæsonen vandt Riis 7. etape af Giro'en.
På enkeltstarten ved Tour de France 1993 på 9. etape sluttede Riis som nummer fem 2:34 efter etapevinderen Indurain. Efter bjergetapen fra Villard De Lans til Serre Chevalier var Riis nummer syv i det samlede klassement. Efter bjergetapen på 11. etape til Isola 2000 var Riis rykket frem til en samlet femteplads. På 15. etape, en bjergetape med mål i Andorra, kom Riis i mål som nummer tre på etapen sammen med den gule trøje Miguel Indurain. På 17. etape sluttede Riis som nummer fire på etapen, som var en bjergetape med mål i dalbyen Pau, og vandt en smule tid på konkurrenterne i klassementet. Efter 17. etape var Riis fortsat nummer fem i det samlede klassement, da der var langt op til Rominger på fjerdepladsen i klassementet. Riis blev nummer fem i det samlede klassement. Det var på det tidspunkt det bedste danske resultat nogensinde.

### Gennembruddet som international toprytter
Fra sæsonen 1994 fik Riis ansættelse på det på det tidspunkt internationale tophold Gewiss-Ballan. Holdet havde mange stærke ryttere som Berzin, der vandt bl.a. Giro d'Italia i 1994[8] foran Marco Pantani og Miguel Indurain. Herudover ryttere som Piotr Ugrumov, Nicola Minali og Giorgio Furlan.

#### 1994-sæsonen
I 1994 kørte Riis for Gewiss-Ballan til Tour de France, hvor han vandt 13. etape, som var en bjergetape over en 223 kilometer lang strækning fra Bagnères-de-Bigorre til Albi. Riis kørte alene fra en udbrydergruppe. På de sidste tre kilometer forsvarede han et forspring på 45 sekunder til feltet. Riis vandt med få sekunder ned til hovedfeltet. Riis blev nummer seks på enkeltstarten på 9. etape. Riis var syg under 15. etape, der gik henover bjerget Mount Ventoux og havde etapemål på den anden side i byen Carpentras, hvor Riis tabte 11:38 minutter til Indurain og Zülle. Efter 14. etape, dagen før, var Riis på en samlet sjetteplads i løbet, delt med Pantani, men røg ud af top ti efter tidstabet på 15. etape. Riis gennemførte Touren og endte på en samlet 14. plads.

#### 1995-sæsonen
I 1995 blev Bjarne Riis den første dansker, som kom på podiet i Tour de France, da han sluttede på en samlet tredjeplads efter den firedobbelte vinder Miguel Indurain. Riis blev nummer to på enkeltstarten på 8. etape gennem kuperet terræn over 54 kilometer blot 12 sekunder efter etapevinderen Indurain, der var på vej mod sin femte samlede sejr i træk. På bjergetapen på 10. etape med mål på L' Alpe d' Huez kørte Riis lige op med Indurain og den senere nummer to på podiet i Paris, Alex Zülle. Efter etapen var Riis nummer tre i det samlede klassement. På 19. etape, der var en flad enkeltstart over 46 kilometer, blev Riis nummer to på etapen 0:48 efter Indurain og slog Zülle med 1:01. Riis sluttede som samlet nummer tre på podiet i Paris.

### Kaptajn på Team Telekom og Tour-vinder
I 1996 skiftede Riis til det tyske cykelhold Team Telekom, hvor han blev ansat som kaptajn med det formål at vinde Tour de France. Scenen til duellen mellem Bjarne Riis og Miguel Indurain var sat, og det var en velforberedt Riis, der stillede til start. Da Tour-feltet ramte den første bjergetape til Les Arcs i Tarentaise-dalen, blev Miguel Indurain udfordret af blandt andet Riis, og den forsvarende Tour-vinder kom i vanskeligheder på de lange, stejle alpestigninger.
Bjarne Riis' største sejr som aktiv cykelrytter var, da han vandt Tour de France i 1996. Kort før Tour de France i 1996, vandt Riis danmarksmesterskaberne i landevejscykling. Førstepladsen i Tour de France 1996 blev vundet ved stærk kørsel på bjergenkeltstarten og på bjergetaperne. Riis vandt to bjergetaper, den niende til skisportsstedet Sestriere i Alperne og den sekstende, på bjergvejen til Hautacam i Pyrenæerne.

#### Touren 1996
På bjergenkeltstarten på 8. etape fra Bourg-Saint-Maurice til skisportsstedet Val d'Isère over 30,5 kilometer blev Riis nummer to på etapen 0:35 efter hans tidligere holdkammerat Berzin fra tiden på Gewiss-Ballan holdet. Efter 8. etape var Riis nummer 2 i det samlede klassement 0:43 efter Berzin, der gik i gult dagen før på 7. etape - bjergetapen fra Chambery til Les Arcs.
Riis vandt 9. etape, en bjergetape til skisportsstedet Sestriere, og kom samtidig i den gule trøje med 40 sekunders føring til Berzin Riis overtog efter etapesejren den gule trøje fra hans tidligere holdkammerat Berzin. Riis forsvarede føringen frem til 16. etape, hvor løbet igen gik ind i bjergene. Pyrænæerne.
9. etape var planlagt til at gå fra Val d'Isère over det 2.764 meter høje bjergpas Col de l'Isèran videre gennem Maurienne-dalen til det 2.640 meter høje bjergpas Col du Galibier og videre mod Montgenevre-passet og til slut mod afslutningen op ad stigningen til Sestriere. Kraftigt snefald og stærk vind gjorde, at arrangørerne af cykelløbet måtte korte ruten ned. Cykelrytterne blev kørt i bil over de ikke-farbare bjergpas og løbet blev skudt i gang i byen Le Monetier-les-Bains kun 46 kilometer fra målstregen. Kort efter start på den forkortede etape angreb Riis og kørte alene i mål.
Riis vandt 16. etape med næsten et minut til den næste rytter - bjergrytteren Richard Virenque. Riis var 2 minutter og 28 sekunder foran Indurain, på toppen af Hautecam, som havde vundet Tour de France de fem foregående år fra 1991 til 1995. Riis var næsten 3 minutter foran Berzin på etapen.
Efter flere gange at have rykket og set flere af de nærmeste konkurrenter have vanskeligheder på stigningen, satte Riis det afgørende ryk ind. Bjergrytterne Dufaux, Virenque og Brochard var ikke i stand til at holde hjul på Riis, og kort efter angrebet var Riis alene på vej op mod målet på Hautacam.
Dagen efter, en bjergetape, på den 17. etape til Pamplona hjalp Riis holdkammeraten Jan Ullrich til en samlet 2. plads ved at distancere feltet med over otte min. Riis blev nummer to på etapen efter Dufaux. Virenque og Jan Ullrich kom ind som nummer 3. og 4. på etapen. I Pamplona gik Riis på sejrspodiet for at være med til at hylde Indurain, der havde håbet på at kunne vinde etapen til sin hjemby.

#### Sejren i Amstel Gold Race 1997
I 1997 vandt Riis forårsklassikeren Amstel Gold Race, hvor han kørte solo de sidste 39 kilometer. Det var første gang en dansker har triumferet i det prestigefulde hollandske løb. I Amstel Gold Race gælder det hele 34 stigninger fordelt på 258 km. Ingen af dem er lange stigninger - de længste er på tre kilometer - men de er stejle. Den vigtigste stigning er Cauberg, som rytterne skal over fire gange i alt. Riis var allerede i foråret i god form, hvor han også blev nummer to i løbet Rund um den Henninger Turm.

#### Tour de France 1997
I 1997-udgaven af Tour de France var Riis igen kaptajn, men hans unge tyske holdkammerat Jan Ullrich fra Team Telekom vandt den samlede sejr, mens Riis blev nummer syv. Riis var plaget af sygdom og uheld under det meste af Touren 1997. Hans vanskeligheder kulminerede under den afsluttende enkeltstart, der blev kørt ved Disney Land. Her havde han så mange problemer med sin specialbyggede enkeltstartscykel, at han endte med at kaste den ud på en mark. Trods stor frustration lykkedes det Riis at gennemføre Touren med en samlet 7. plads.

#### Tour de France 1998
I 1998 skulle Riis køre som kaptajn sammen med Jan Ullrich til Tour de France, og begge udtalte før løbets start, at de ville vinde Touren. Halvvejs inde i løbet var Riis kommet ca. 7 minutter bagefter Ullrich, og holdets sportsdirektør Walter Godefroot afgjorde, at Ullrich skulle være den holdet kørte for, mens Riis var holdkaptajn - det vil sige rytteren som leder holdet gennem etaperne resten af løbet. Det endte med, at Marco Pantani vandt den samlede sejr og Ulrich blev nummer to og Riis sluttede på en samlet 11. plads.
Touren det år er senere blevet kaldt "Skandale-touren" eller "Festina-skandalen" (Festina affair  i engelsksprogede medier). Festina-holdet blev udelukket på grund af dopingfund hos holdets massør Villy Voet efter en politirazzia ved grænsen mellem Belgien og Frankrig. Riis var 'patron du peloton', forbindelsesleddet mellem rytterne og løbsledelsen. Det var Riis, der udtalte sig til medierne om den strejke, som rytterne havde iværksat ved at køre i slow motion som protest mod det franske politis adfærd, hvor de aftenen forinden havde ransaget hotellerne, hvor cykelrytterne boede. Touren 1998 blev afgjort på 15. etape fra Grenoble til Les Deux Alpes på en kold nedkørsel fra bjergpasset Col du Galibier og slutteligt op ad Les Deux Alpes. I mål havde Marco Pantani sat Jan Ullrich med næsten 9 minutter.

#### Styrtet i 1999
På vej fra hotellet, hvor holdet boede, hen til starten af fjerde etape af Schweiz Rundt i 1999, ramte Riis en kantsten og styrtede. Han fik skader på albue og knæ. Det medførte, at han opgav sin karriere som professionel cykelrytter i foråret 2000 i en alder af 35 år.

## Karriere som holdejer
I 2000 blev Riis medejer af Team Memory Card-Jack & Jones, som var et dansk cykelhold, der var blevet etableret i 1998 under navnet Team Home Jack & Jones. I 1998 havde holdet cykelryttere som Brian Holm, Jesper Skibby og Christian Andersen. Holdet deltog første gang i Tour de France i 2000 under navnet Team MemoryCard-Jack&Jones. Det er samme hold som senere har været kendt under andre sponsornavne, senest som Tinkoff i 2016. Riis var ejer af holdet frem til december 2013, hvor den russiske rigmand Oleg Tinkov købte holdet. Riis fortsatte dog som sportsdirektør frem til slutningen af marts måned 2015, hvor Tinkov fyrede ham.

### Store ambitioner for Riis Cycling
I 2001 sagde Riis, at han ville skabe verdens bedste cykelhold. Samme år vandt holdet, som havde skiftet sponsornavn til CSC-Tiscali, to etaper samt den prikkede bjergtrøje med Laurent Jalabert i Tour de France. I 2002 blev holdets rytter Tyler Hamilton nummer to i Giro d'Italia. Året efter i 2003 vandt holdet tre etaper i Tour de France. Holdets kaptajn Tyler Hamilton blev samlet nummer fire. Holdet vandt derudover holdkonkurrencen i 2003. I 2004 og 2005 vandt to af holdets ryttere, Jörg Jaksche og Bobby Julich, Paris-Nice. Fabian Cancellara vandt Paris-Roubaix for holdet i 2006 og samme år vandt Ivan Basso Giro d'Italia. I løbet af fem-seks år havde Riis skabt et af verdens bedste cykelhold med sejre i bl.a. Paris-Roubaix, Flandern Rundt og Giro d'Italia.

### Et af verdens bedste cykelhold
Riis' hold vandt protouren tre år i træk, 2005, 2006 og 2007, og holdkaptajnen Carlos Sastre vandt Tour de France i 2008 og Andy Schleck vandt den hvide ungdomstrøje, Derudover vandt Team CSC Saxo Bank holdkonkurrencen i Tour de France 2008.
I 2010 blev den nye holdkaptajn Andy Schleck nummer to i løbet, men senere blev det afgjort, at han var vinder af løbet, efter Alberto Contador blev fundet skyldig i doping og mistede titlen. I 2011 blev Schleck nummer to i det samlede klassement i Tour de France.
Med Andy Schleck vandt Team CSC/Team Saxobank den hvide ungdomstrøje tre år i træk i årene i 2008, 2009 og 2010. En præstation som kun matches af tyske Jan Ullrich.
I 2009 og 2010 hed holdet Team Saxo Bank. Saxo Bank meldte den 8. januar 2010 ud, at de ville stoppe sponsoratet. Men kort efter Tour De France meldte de ud, at de alligevel fortsatte sponsoratet, så Saxo Bank fortsatte som sponsor i 2011 med amerikanske Sungard som ny medsponsor. I 2011 skiftede holdet navn til Team Saxo Bank-SunGard, men i november 2011 meldte SunGard ud, at de ville stoppe sponsoratet. Holdet fortsatte derfor i 2012 under navnet Team Saxo Bank fra januar til juni.
Den 2. december 2013 kom det frem, at den russiske rigmand Oleg Tinkoff, der var sponsor for holdet, overtog Riis Cycling, mens Riis fortsatte som sportsdirektør på holdet frem til marts 2015.

## Cykeltræner igen
Den 22. juli 2016 overtog Riis sponsoratet af det danske kontinentalhold Team Trefor sammen med Lars Seier Christensen. Samme dag fik holdet navnet Team Virtu Pro-Veloconcept. Umiddelbar efter kørte holdet danskeren Mads Würtz Schmidt på podiet på en 3. plads i PostNord Danmark Rundt.
Den 3. november 2016 meddelte Riis og Lars Seier Christensen på et pressemøde i København, at de helt havde overtaget ejerskabet af Team Virtu Pro-VeloCONCEPT. Samtidigt havde de også overtaget ejerskabet af Danmark eneste UCI-kvindehold Team BMS BIRN, der også skiftede navn til Team Virtu Pro-VeloCONCEPT Women. Holdene skiftede igen navn 10. januar, da Virtu Pro udgik af navnet. Herreholdet kom til at hedde Team VéloCONCEPT og kvindeholdet Team VéloCONCEPT Women. Den 31. marts 2020 blev det offentliggjort, at Team Virtu Cycling blev nedlagt. I sommeren 2019 kom det frem, at kvindeholdet af Team Virtu Cycling blev lukket.
Riis begyndte i januar 2020 som træner på holdet NTT Pro Cycling. Et World Tour-mandskab. Holdets navn før navnet Team NTT var Team Dimension Data.

## Doping

### Mistanker om doping
Trods mistanker nægtede Riis i elleve år at indrømme brug af dopingmidler som rytter. Indrømmelse fandt sted på et pressemøde den 25. maj 2007. Dette skete nogle måneder efter Team Telekoms tidligere massør, Jef D'Hont, udtalte sig til belgisk TV den 25. marts 2007, hvor han fortalte, at Riis i 1996 var dopet med epo. Beskyldningerne blev siden fulgt op i bogen En massørs bekendelser, hvori Jef D'Hont skriver om Riis, at: "Hans blod var som slimet sirup. Så tykt, at han hvert øjeblik kunne dø af hjertestop." Flere af Riis' holdkammerater fra tiden i Team Telekom indrømmede 24. maj 2007 brug af doping. Både Erik Zabel, Rolf Aldag og Brian Holm indrømmede, at de brugte epo i 1996, hvor Riis vandt Tour de France.
En ekstern kommission i Tyskland, som undersøgte University Clinic Freiburgs indblanding i doping, kom frem til, at det var meget sandsynligt, at Team Telekom og dets efterfølger T-Mobile Team var indblandet i systematisk doping i over ti år. Efter Riis havde fortalt, at han havde benyttet doping i 1996 blev han i juni 2007 slettet fra den officielle vinderliste for 1996 af Tour de France-sociététet, ASO. I juli 2008 kom Riis tilbage på vinderlisten.

### Dopingindrømmelsen
Riis og Team CSC indkaldte til et pressemøde den 25. maj 2007. Her fortalte Riis, at han havde anvendt doping i perioden 1993-1998. Efter eget udsagn købte og indtog han EPO, kortison og væksthormoner på egen hånd. Riis forklarede på pressemødet, at han havde gjort som alle andre gjorde dengang. Ifølge Riis havde han selv købt det. Det fik en blandet modtagelse i pressen, og kulturministeren Brian Mikkelsen sagde samme dag, at det var "uetiske og amoralske handlinger". Indrømmelsen fik 31. maj 2007 Kanonudvalget til at fjerne Riis fra Danmarks eliteidrætskanon.
I udsendelsen Riis - Forfra, som blev vist i DR1, fortæller Bjarne Riis ærligt om sit liv som cykelrytter og om perioden, hvor han indrømmede, at han havde brugt doping i sin cykelrytterkarriere. Han sagde bl.a., at det havde været meget hårdt for hans far, og at hans far mente, at pressen havde været for hård ved Riis, efter at han havde indrømmet. Riis' far døde i efteråret efter indrømmelsen i 2007.
Ifølge Riis' kone, Anne Dorthe Tanderup, kendte hun hele tiden til hendes mands brug af dopingmidler, og hun havde accepteret det som en del af hans sport, og at det havde været en del af ham, før de kom sammen. Ifølge hende lagde pressen et stort pres på Riis for at få ham til at indrømme sit brug af doping. Riis fortalte i et interview, som han og hans kone gav til Søndagsavisen i 2010, at indtil 1998 havde det været meget almindeligt og meget nemt indenfor cykelsporten at bruge doping. Riis sagde også, at for ham havde dopingen været en nødvendighed, hvis han (man) ville til tops i sporten.

### Dopingmistanke mod Riis' cykelhold
Ryttere fra Riis' cykelhold har været sat i forbindelse med doping. Bo Hamburger blev suspenderet fra Riis' hold på grund af dopinganklager. Tyler Hamilton, der kørte på Riis' hold i 2002-2003, blev testet positiv for doping bl.a. ved sommer-OL 2004 og har i en bog fra 2012 hævdet, at Riis var involveret i Hamiltons brug af doping, mens han kørte med for Team CSC. Ivan Basso blev nægtet lov til at starte dagen før Tour de France 2006 efter anklager om involvering med den spanske læge, Eufemiano Fuentes. Fränk Schleck har i sin tid hos Riis været sat i forbindelse med Dr. Fuentes. Riis' holdkaptajn, Alberto Contador, blev i februar 2012 idømt to års karantæne for et tilfælde af doping under Tour de France 2010, nogle måneder før Contador blev ansat på Riis' hold.

## Riis' privatliv

### Opvækst
Bjarne Riis er født i Herning. Hans forældre oplevede den store sorg at miste en to-årig søn på grund af en drukneulykke. Ulykken skete i februar 1964 før Riis blev født. Hans mor var gravid og ventede Riis på det tidspunkt. Broderen, Michael, døde ikke umiddelbart, men lå i koma i ni måneder, hvor Riis blev født i mellemtiden. Forældrene blev skilt, da Riis var omtrent to år, og Bjarne Riis boede derefter hos sin far, der fik ny kone og tre børn og til tider hos sin farmor, mens hans anden storebror, Flemming Riis, boede sammen med moderen Bodil. Riis og faderen cyklede ofte på de jyske landeveje. Riis' far, som trænede unge drenge i landevejscykling, fik øje på sønnens talent som cykelrytter.

### Voksenliv
Riis er far til seks drenge. To, hvoraf den ene er cykelrytteren Thomas Nybo Riis, er fra et tidligere ægteskab med Mette Nybo Riis. De fire yngste har han sammen med den tidligere håndboldspiller Anne Dorthe Tanderup. Riis har boet forskellige steder, bl.a. i Vejle i Danmark, Belgien, Luxembourg Lugano i Schweiz og i Toscana i Italien. Bjarne Riis' far, Preben Riis, døde i 2007, moderen, Bodil, døde i 2012.

## Store resultater
1984
2. plads i Flèche du Sud
Vinder af 1. og 2. etape
1989
Vinder af 9. etape i Giro d'Italia
Vinder af 2. etape i Tour of European Community
1990
Tour of European Community
Vinder af 7. og 9. etape
1991
6. plads i VM i landevejscykling
1992
Vinder af  DM i landevejscykling
1993
Vinder af 7. etape Giro d'Italia
5. plads i Tour de France
Vinder af 7. etape
9. plads VM i landevejscykling
1994
14. plads i Tour de France
Vinder af 13. etape
2. plads i GP Industria & Artigianato di Larciano
5. plads i Championnat de Zurich
7. plads i Giro di Lombardia
9. plads i VM i landevejscykling
1995
Vinder af  DM i landevejscykling
Vinder af Danmark Rundt
Vinder af etape 3B
3. plads i Tour de France
1996
Vinder af  DM i landevejscykling
Vinder af  DM i enkeltstart
Vinder af  Tour de France
Vinder af 9. & 16. etape
Vinder af Coppa Sabatini
2. plads i Grand Prix des Nations
3. plads i Danmark Rundt
3. plads i Grand Prix du canton d'Argovie
3. plads i Giro dell'Emilia
1997
Vinder af Amstel Gold Race
Vinder af Colliers Classic
Vinder af etape 4A GP Wilhelm Tell
2. plads i Eschborn-Frankfurt City Loop
7. plads i Tour de France
1998
Vinder af 5. etape i Euskal Bizikleta
11. plads i Tour de France

### Grand Tours tidslinje
| Grand Tour | 1987 | 1988 | 1989 | 1990 | 1991 | 1992 | 1993 | 1994 | 1995 | 1996 | 1997 | 1998 |
| ---------- | ---- | ---- | ---- | ---- | ---- | ---- | ---- | ---- | ---- | ---- | ---- | ---- |
| Giro       | -    | WD   | 86   | 100  | 43   | 101  | WD   | 70   | -    | -    | -    | -    |
| Tour       | -    | -    | 95   | WD   | 107  | -    | 5    | 14   | 3    | 1    | 7    | 11   |
| Vuelta     | WD   | -    | -    | -    | -    | -    | -    | -    | WD   | -    | -    | -    |